# اوقا پالقا
اوقا پالقا (به اسپانیایی: Awqa Pallqa) یک کوه در پرو است که در Peru, Lima Region واقع شده‌است. اوقا پالقا ۵٬۰۰۰ متر بالاتر از سطح دریا واقع شده‌است.